# Bruce McLaren Motorsport Park
Bruce McLaren Motorsport Park (anteriormente Taupo Motorsports Park) é um autódromo da Nova Zelândia, localizado na cidade de Taupo.
Inaugurado em 1959, o circuito faz parte do calendário da Superleague Fórmula em 2011, recebendo o Grande Prémio da Nova Zelândia da categoria. Outrora, já tinha feito parte do calendário da A1 Grand Prix, recebendo a etapa neozelandesa do campeonato.
Em 2008, o ex- piloto de formula 1, Chris Amon (NZE), colaborou no redesenhamento do circuito de Taupo, que acolheu no início do ano a A1GP.